# Joan Albert de Mecklenburg (regent)
Joan Albert de Mecklenburg (Schwerin, 8 de desembre de 1857 - Wiligrad, 16 de febrer del 1920) fou un membre de la Casa de Mecklenburg que assumí les regències de Mecklenburg-Schwerin (1897-1901) i del Ducat de Brunsvic entre 1907 i 1913.
Era fill del gran duc Frederic Francesc II de Mecklenburg-Schwerin i de la princesa Augusta de Reuss-Köstritz. Joan Albert era net del gran duc Pau Frederic I i de la princesa Alexandrina de Prússia; mentre que per via materna ho era del príncep de Reuss-Köstritz Enric LXIII i de la duquessa Elionor de Stolberg-Wernigerode.
El dia 6 de novembre de 1886 es casà a Weimar amb la princesa Elisabet de Saxònia-Weimar-Eisenach, filla del gran duc Carles Alexandre I de Saxònia-Weimar-Eisenach i de la princesa Sofia dels Països Baixos. La parella no tingué fills i Elisabet morí a Schwerin el 1908.
El dia 15 de desembre de 1909 es casà a Brunsvic amb la princesa Elisabet de Stolberg-Rossla. El 1924, quatre anys després de la mort de Joan Albert, Elisabet es casà amb el duc Adolf Frederic de Mecklenburg-Schwerin, germà de pare de Joan Albert. Aquest matrimoni tampoc tingué descendència.
Amb la mort del gran duc Frederic Francesc III de Mecklenburg-Schwerin el 1897 a Canes. Joan Albert fou nomenat regent del Gran Ducat fins a la majoria d'edat del seu nebot, el futur gran duc Frederic Francesc IV de Mecklenburg-Schwerin. Així, fins a l'any 1901 fou el herzog regent de Mecklenburg-Schwerin.
L'any 1907, amb la mort del príncep Albert de Prússia, el duc Joan Albert fou designat pel kàiser Guillem II de Prússia com a regent imperial del Ducat de Brunsvic. En aquest càrrec hi serví fins a l'any 1913, any en què fou substituït pel príncep Ernest August de Hannover. La substitució de 1913 té el seu origen en el casament entre el príncep de Hannover i la princesa Victòria Lluïsa de Prússia, filla del kàiser que regalà el ducat a la parella com a present de noces.
Joan Albert morí a la ciutat de 1920 a l'edat de 63 anys.